# Amber Stevens West

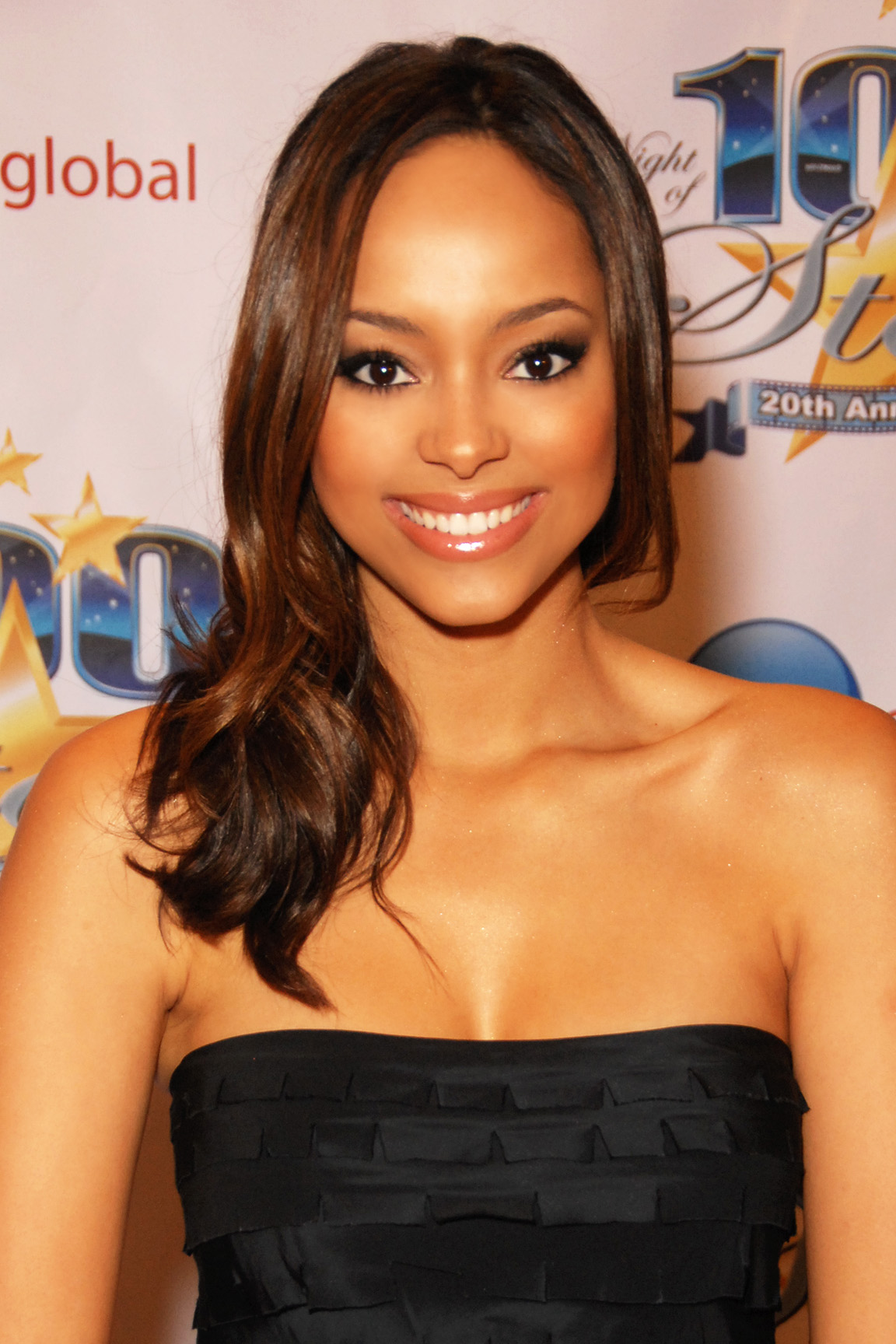
Amber Stevens (2010)

Amber Stevens West (* 7. Oktober 1986 in Los Angeles, Kalifornien als Amber Dawn Stevens) ist eine US-amerikanische Schauspielerin.

## Leben
Stevens West besuchte die Beverly Hills High School und arbeitete zunächst als Model. Ab 2005 hatte sie Statistenrollen in Film und Fernsehen. Von 2007 bis 2010 spielte sie eine der Hauptrollen in der Fernsehserie Greek. Im April 2012 wurde sie zusammen mit Ana de la Reguera für Kevin Greuterts Thriller Jessabelle gecastet.
Stevens West ist die Tochter des Radiomoderators und Schauspielers Shadoe Stevens. Im August 2013 verlobte sie sich mit dem Schauspieler Andrew J. West, den sie am 5. Dezember 2014 in Los Angeles heiratete.
Am 7. Oktober 2018, ihrem 32. Geburtstag, gebar sie eine Tochter.

## Filmografie
- 2005: Complete Savages (Fernsehserie, eine Folge)
- 2005: Reich und Schön (The Bold And The Beautiful, Fernsehserie, eine Folge)
- 2006: Super Bowl’s Greatest Commercials: Top 40 Countdown (Fernsehfilm)
- 2006: The Fast and the Furious: Tokyo Drift
- 2007: CSI: Den Tätern auf der Spur (CSI: Crime Scene Investigation, Fernsehserie, zwei Folgen)
- 2007: The Beast (Fernsehfilm)
- 2007–2011: Greek (Fernsehserie, 74 Folgen)
- 2009: Fired Up!
- 2009: Nothing for Something (Kurzfilm)
- 2011: Weekends at Bellevue (Fernsehfilm)
- 2011: Grey’s Anatomy (Fernsehserie, eine Folge)
- 2011: Friends with Benefits (Fernsehserie, eine Folge)
- 2011: How I Met Your Mother (Fernsehserie, eine Folge)
- 2012: Joey Dakota (Fernsehfilm)
- 2012: The Madame (Kurzfilm)
- 2012: The Kitchen
- 2012: Baby Daddy (Fernsehserie, eine Folge)
- 2012: The Amazing Spider-Man
- 2012: The Distance Between (Kurzfilm)
- 2012: Ben and Kate (Fernsehserie, eine Folge)
- 2012: 90210 (Fernsehserie, 2 Folgen)
- 2013: CollegeHumor Originals (Fernsehserie, eine Folge)
- 2014: 22 Jump Street
- 2014: Jessabelle – Die Vorhersehung (Jessabelle)
- 2014: New Girl
- 2014–2015, 2019: Criminal Minds (Fernsehserie, 4 Folgen)
- 2015–2017: The Carmichael Show (Fernsehserie, 32 Folgen)
- 2017–2018: Ghosted (Fernsehserie, 16 Folgen)
- 2018: Love Jacked
- 2018: Public Disturbance
- 2018–2019: Happy Together (Fernsehserie, 13 Folgen)
- 2019: Law & Order: Special Victims Unit (Fernsehserie, eine Folge)
- 2020: God Friended Me (Fernsehserie, eine Folge)
- 2020: Christmas Unwrapped (Fernsehfilm)
- 2021–2023: Run the World (Fernsehserie, 14 Folgen)
- 2023: Frasier (Fernsehserie, 1 Folge)